# Tixhualactún
Tixhualactún es una localidad del municipio de Valladolid en Yucatán, México.

## Toponimia
El nombre (Tixhualactún) proviene del idioma maya."Hua'lac" parada y "tun" piedra. (La piedra parada)

## Datos históricos
- En 1930 cambia su nombre de Tixualahtún a Tixhualahtún.
- En 1970 cambia a Tixhualactún.
- En 1980 cambia a Tixhualahtún.
- En 1990 cambia a Tixhualactún.

## Demografía
Según el censo de 2005 realizado por el INEGI, la población de la localidad era de 1449 habitantes, de los cuales 739 eran hombres y 710 mujeres.
| 376                         | 445 | 648 | 758 | 454 | 507 | 393 | 427 | 537 | 578 | 995 | 1176 | 1449 |
| (Fuente: INEGI [Consultar]) |     |     |     |     |     |     |     |     |     |     |      |      |